# Schwaben Open 2025
Il Schwaben Open 2025 è un torneo maschile di tennis professionistico. È la 4ª edizione del torneo, facente parte della categoria Challenger 50 nell'ambito dell'ATP Challenger Tour 2025, con un montepremi di 54 000 €. Si gioca dal 18 al 23 agosto 2025 sui campi in terra rossa del TC Augsburg di Augusta, in Germania.

## Partecipanti

### Teste di serie
| Nazionalità | Giocatore                 | Ranking* | Testa di serie |
| ----------- | ------------------------- | -------- | -------------- |
| Bolivia     | Juan Carlos Prado Ángelo  | 261      | 1              |
| Germania    | Christoph Negritu         | 263      | 2              |
| Germania    | Patrick Zahraj            | 270      | 3              |
| Croazia     | Mili Poljičak             | 279      | 4              |
| Rep. Ceca   | Hynek Bartoň              | 300      | 5              |
| Spagna      | Nikolás Sánchez Izquierdo | 306      | 6              |
| Francia     | Corentin Denolly          | 310      | 7              |
| Svizzera    | Alexander Ritschard       | 312      | 8              |

* Ranking al 4 agosto 2025.

### Altri partecipanti
I seguenti giocatori hanno ricevuto una wild card per il tabellone principale:
- Daniel Masur
- Mika Petkovic
- Max Schönhaus

Il seguente giocatore è entrato in tabellone con il ranking protetto:
- Cedrik-Marcel Stebe

Il seguente giocatore è entrato in tabellone come alternate:
- Jakub Nicod

I seguenti giocatori sono passati dalle qualificazioni:
- Tadeáš Paroulek
- Buvaysar Gadamauri
- Stefan Popović
- Benito Sanchez Martinez
- Nino Ehrenschneider
- Matyáš Černý

## Punti e montepremi
| Torneo    | Torneo              | V     | F     | SF    | QF    | 2T  | 1T  | Q | Q2  | Q1  |
| Singolare | Punti               | 50    | 25    | 14    | 8     | 4   | 0   | 3 | 1   | 0   |
| Singolare | Premi in denaro (€) | 7 530 | 4 420 | 2 575 | 1 545 | 900 | 560 | – | 180 | 110 |
| Doppio    | Punti               | 50    | 25    | 14    | 8     | –   | 0   | – | –   | –   |
| Doppio    | Premi in denaro (€) | 1 900 | 1 110 | 670   | 390   | –   | 225 | – | –   | –   |